# Roseland, Kansas
Roseland är en ort i Cherokee County i Kansas. Vid 2020 års folkräkning hade Roseland 76 invånare.